# Schwanden bei Brienz
Schwanden bei Brienz és un municipi del cantó de Berna (Suïssa), situat a l'antic districte d'Interlaken i a l'actual Interlaken-Oberhasli.